# Leucochrysa (Nodita) longistigma
Leucochrysa (Nodita) longistigma is een insect uit de familie van de gaasvliegen (Chrysopidae), die tot de orde netvleugeligen (Neuroptera) behoort. 
Leucochrysa (Nodita) longistigma is voor het eerst wetenschappelijk beschreven door Navás in 1930.